# 균일화 정리
복소해석학에서 균일화 정리(均一化定理, uniformization theorem)는 단일 연결 리만 곡면이 열린 단위 원판이나 복소평면, 리만 구 가운데 하나로 전단사 등각 사상이 존재한다는 정리다.

## 정의
균일화 정리에 따르면, 모든 연결 단일 연결 리만 곡면은 다음 목록 가운데 (정확히) 하나와 서로 전단사 정칙함수를 갖는다.
- 리만 구 {\displaystyle \mathbb {C} }
- 복소평면 {\displaystyle \mathbb {C} }
- 열린 단위 원판 {\displaystyle \{z\in \mathbb {C} |1>|z|\}}

또한, 종수 {\displaystyle g}의 콤팩트 리만 곡면의 경우, 그 범피복 리만 곡면은 다음과 같다.
- {\displaystyle g=0}인 경우: 리만 구
- {\displaystyle g=1}인 경우: 복소평면
- {\displaystyle g>1}인 경우: 열린 단위 원판

리만 사상 정리는 이 정리에서 리만 곡선이 복소평면의 단일 연결 부분집합인 특수한 경우이다.

## 역사
이 정리는 1883년에 앙리 푸앵카레와 펠릭스 클라인이 독립적으로 추측했으며, 그 증명은 1907년에 앙리 푸앵카레와 파울 쾨베에 의해 각각 독립적으로 이루어졌다.

## 같이 보기
- 기하화 추측